# 本因坊秀哉

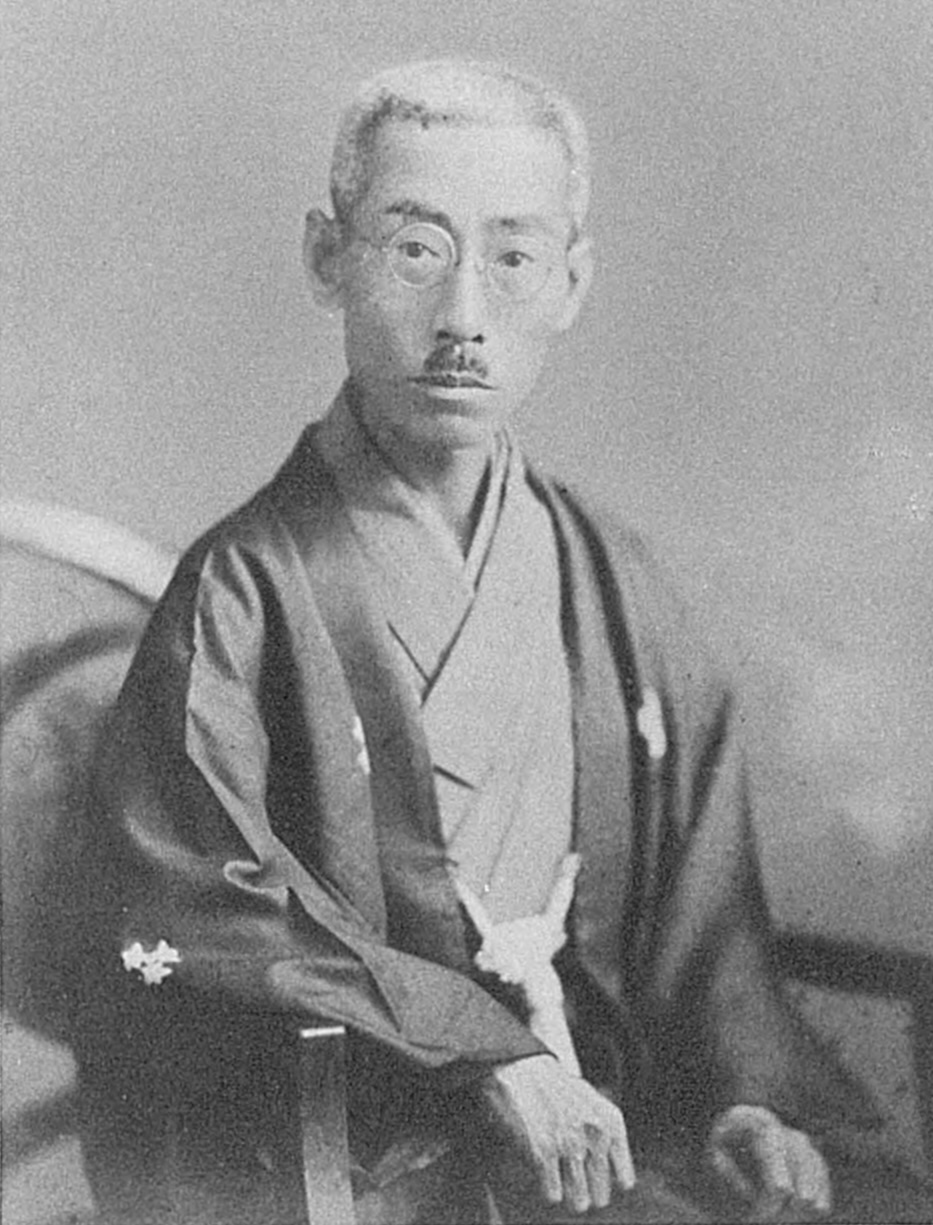
本因坊秀哉

本因坊 秀哉（ほんいんぼう しゅうさい、1874年〈明治7年〉6月24日 - 1940年〈昭和15年〉1月18日）は、明治から昭和にかけての囲碁の棋士。家元本因坊家の二十一世で、終身名人制の最後の名人。東京出身、本因坊秀栄門下、本名は田村 保寿（）。法名は日温。
引退後に本因坊の名跡を日本棋院に譲渡し、選手権制の本因坊戦創設に導いた。棋風は力戦に強く、「序盤に策あり」と言われた。2008年囲碁殿堂入り。
川端康成の小説『名人』でも知られる。
囲碁棋士の高橋俊光は義弟（秀哉の妻の弟）。

## 生涯

### 修行時代
祖父は肥前唐津藩・小笠原氏の家臣の浅原耕司。父は御家人の株を買って田村を名乗る幕臣となり、のちに内務省に勤務した田村保永である。東京の番町に生まれ、赤坂氷川町・神田猿楽町・牛込榎町などに転居しながら育つ 。叔父（父の末弟）は貴族院議員でシーメンス事件での弾劾演説で知られ、水産翁ともよばれた村田保。保寿は父の趣味の影響で10歳で囲碁を覚えた。
1885年、11歳のときに方円社に入塾し、村瀬秀甫に師事。当時の住み込みの塾生は、塾頭の石井千治、道家富太、杉岡榮治郎、田村保寿の4人だった。田村は、石井千治、杉岡榮治郎とともに方円社の三小僧と呼ばれた。1886年の秀甫の死去後、中川亀三郎に師事。1886年9級（初段）を認められる。1891年に方円社を脱退して、秀甫の養子の村瀬彪と「尋人会合所」という地方から上京する若者向けの事業を開こうとしたが、許可が下りずに頓挫、方円社は除名される。千葉の東福寺で碁の相手や農業の手伝いをしたが、囲碁に戻ることを決心して翌年東京に帰り、金玉均の紹介により十九世本因坊秀栄門下に入門、四段を許され、1897年には五段に昇る。
1896年からは5歳年長の石井千治と5度の十番碁を打ち、当初は保寿の定先で始まったが、97年の第二次で互先となり、1907年の第五次では先二にまで打ち込んでいる。秀栄は当時他の棋士達をことごとく先二以下に打ち込んでいたが、田村は唯一先を保ち、本因坊継承の最有力候補と見られていた。1904年には日本囲棋会発足にともない、秀栄最後の手合の相手として二番碁を打つ。しかし秀栄は田村の事を嫌い、雁金準一の実力が田村に及ばないことを認めながら雁金を後継者に望んでいた。1905年に七段昇段、この時に雁金との対局を持碁にするように頼み、それを秀栄に棋譜から見破られたこともあり、秀栄が寝込む様になってからは面会も許されなくなった。田村の性格は極めて我が強く、また金銭にうるさい所があり、これが秀栄に嫌われた要因であろうといわれている。

### 本因坊、名人襲位
1907年、秀栄は後継を決めないままに死去。本因坊門では、後継者に実力第一の田村を推す派と、秀栄の遺志を優先して雁金を推す派に分かれ、前者は秀栄の弟で十六世本因坊であった秀元や野沢竹朝、後者には秀栄未亡人や関源吉などがいた。田村は囲碁研究会、雁金は敲玉会を結成。結局、秀元が一旦二十世本因坊に就いて、1年後に田村に本因坊位を譲ることでこの事態を収拾し、田村は1908年34歳で二十一世本因坊秀哉となる。
その後、1910年には井上田淵因碩五段と十番碁、因碩先で9局目で秀哉が7勝2敗で先二に打ち込むなど、すべての棋士達を先二以下に打ち込んだ。また1910年『新案詰碁死活妙機』（吉川弘文館）を出版。1911年に八段昇段。1914年（大正3年）、41歳の時に名人に推挙され、名実ともに棋界第一人者になる。
この頃には方円社の鈴木為次郎や瀬越憲作も秀哉に迫って来ていた。鈴木は1914年に十番碁で、鈴木二子から7局目までで先二、定先となって打切り、その後の万朝報碁戦では鈴木が先で2連勝した。瀬越も1910年に三子から1920年の先まで秀哉に11連勝した。1919年には段祺瑞の招待で、広瀬平治郎、高部道平らとともに訪中する。

### 日本棋院総帥として
大正初期の囲碁界は、本因坊門、方円社及び裨聖会（雁金準一、鈴木為次郎、瀬越憲作ら）との三派鼎立状態であった。しかし各派合同機運が生まれ、1923年1月には本因坊家と方円社が合同して中央棋院を設立するものの、4月にはふたたび分裂する。しかし同年9月の関東大震災で各派は大きな打撃を受け、分裂抗争の余裕すら失われた。このため翌年に各派や関西の棋士などが集結し、日本棋院を設立。秀哉は棋院最上位者として定式手合（大手合）に出場する。
しかし雁金準一らは日本棋院を脱退し、棋正社を設立する。両者は読売新聞の正力松太郎社長仲介のもと、「大正大争棋」と銘打った大規模な対抗戦を開始する。1926年に行われたその初戦で、秀哉は雁金準一との主将決戦に臨む。石取りの名局と謳われた激しいねじり合いの末に勝利し、不敗の名人の名を高めることとなった。
1933～34年、読売新聞主催の「日本囲碁選手権手合」に優勝した呉清源五段と向先で対戦する。読売新聞の大宣伝と、呉の斬新な布石によって大いに注目を集めたが、秀哉は2目勝ちを収める（後述）。
1936年、秀哉は日本棋院に本因坊の名跡を譲渡。世襲制ではなく選手権戦によって本因坊を決める本因坊戦が誕生する。秀哉は後継者として愛弟子の小岸壮二を考えていたといわれるが、意に反し小岸は夭折した。秀哉には自身の経験から実力第一位のものに本因坊の名を継がせたいという強い思いがあり、本因坊位の世襲制廃止に踏み切ったものといわれる。
1938年、木谷実との引退碁を打ち、1940年1月18日、実力制初代本因坊の決定を見ることなく熱海の旅館で死去。日本棋院葬が執り行われ、歴代本因坊が眠る本妙寺に葬られた。その後毎年1月18日は秀哉忌として、時々の本因坊位保持者や関係者による法要が行われている。またその名は、日本棋院最優秀棋士に贈られる秀哉賞（1963年創設）に残されている。
門下に鹿間千代治、宮坂宷二、蒲原繁治、村田整弘、小岸壮二、林有太郎、福田正義、増淵辰子、村島誼紀、前田陳爾、苅部栄三郎、宮下秀洋、武田博愛らがいる。また藤沢朋斎、安永一も秀哉に薫陶を受けた。

### 死去
1940年（昭和15年）1月15日から避寒目的で夫人とともに熱海温泉へ旅行、うろこ屋旅館に投宿。翌1月16日には川端康成の訪問があり将棋を打って別れた後、入浴中に急に体調を崩して急性心臓衰弱症の診断。一時は快方に向かうも翌々日の1月18日にうろこ屋旅館で死去した。遺体は世田谷区の自宅に運ばれ、葬儀は棋院葬で行われた。

## 代表局

### 院社対抗戦
1926年、日本棋院対棋正社の対抗戦の初戦において、雁金準一との主将同士の決戦に臨んだ。下辺の白模様に突入した雁金の黒石を、秀哉が強引に取りに行ったことから大乱戦となり、満天下を沸かせるスリリングな一戦となった。主催の読売新聞は各地で大盤を用いて速報し、観戦記に菊池寛、河東碧梧桐など有名文士を配して宣伝に努め、部数を一挙に3倍に伸ばしたといわれる。
|  |  |  |  |  |  |  |  |  |  |  |  |  |  |  |  |  |  |  |
|  |  |  |  |  |  |  |  |  |  |  |  |  |  |  |  |  |  |  |
|  |  |  |  |  |  |  |  |  |  |  |  |  |  |  |  |  |  |  |
|  |  |  |  |  |  |  |  |  |  |  |  |  |  |  |  |  |  |  |
|  |  |  |  |  |  |  |  |  |  |  |  |  |  |  |  |  |  |  |
|  |  |  |  |  |  |  |  |  |  |  |  |  |  |  |  |  |  |  |
|  |  |  |  |  |  |  |  |  |  |  |  |  |  |  |  |  |  |  |
|  |  |  |  |  |  |  |  |  |  |  |  |  |  |  |  |  |  |  |
|  |  |  |  |  |  |  |  |  |  |  |  |  |  |  |  |  |  |  |
|  |  |  |  |  |  |  |  |  |  |  |  |  |  |  |  |  |  |  |
|  |  |  |  |  |  |  |  |  |  |  |  |  |  |  |  |  |  |  |
|  |  |  |  |  |  |  |  |  |  |  |  |  |  |  |  |  |  |  |
|  |  |  |  |  |  |  |  |  |  |  |  |  |  |  |  |  |  |  |
|  |  |  |  |  |  |  |  |  |  |  |  |  |  |  |  |  |  |  |
|  |  |  |  |  |  |  |  |  |  |  |  |  |  |  |  |  |  |  |
|  |  |  |  |  |  |  |  |  |  |  |  |  |  |  |  |  |  |  |
|  |  |  |  |  |  |  |  |  |  |  |  |  |  |  |  |  |  |  |
|  |  |  |  |  |  |  |  |  |  |  |  |  |  |  |  |  |  |  |
|  |  |  |  |  |  |  |  |  |  |  |  |  |  |  |  |  |  |  |

42ツグ（37）　44ツグ（35）
下辺黒1（43手目）とカドに打ち込んだところから乱戦が開始された。秀哉は黒の眼を奪うが、雁金も包囲網の薄みをついて反撃、まれに見るねじり合いとなった。白58（100手目）以降も戦いが続き、秀哉はここで発生したコウをきっかけに優勢とし、最後は雁金の時間切れ負けとなった。

### 呉清源との勝負碁

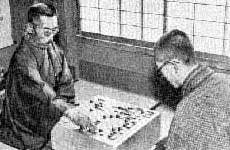
本因坊秀哉名人（左）と呉清源五段（右）の対局。

1933年、呉清源は16人のトーナメントを勝ち抜いて「日本囲碁選手権手合」に優勝。第一人者本因坊秀哉と先番で対戦することとなる。時に秀哉59歳、呉20歳であった。持ち時間は各24時間、13回の打ち掛けをはさんで1934年1月29日に終了。当初は単なる指導碁程度の趣であったが、読売新聞の大宣伝により次第に日本対中国、旧権威対新勢力の大勝負へと事態はヒートアップしていった。
10月16日に東京・京橋の鍛冶橋旅館にて対局開始。日本中の注目が集まる中、呉は第一着に本因坊家の禁手とされる三々打ち。3手目に星、5手目に天元という大胆な布石を披露し、満天下を沸かせた（新布石の項参照）。
159手目まで進行した後、13回目の打ち継ぎ開始直後に、秀哉は呉の黒地に強襲をかける歴史的妙手を放つ。呉も「受けの妙手」と呼ばれたツケで応えて崩壊を免れるが、この攻防の間に秀哉は右方で黒5子を捕獲し、優勢を決定づけた。結局この碁は、この妙手が働いて秀哉の2目勝ちに終わった。しかし後日、この妙手は秀哉の弟子である前田陳爾が案出した手であるという説が流れており、今もって真相は不明のままとなっている。
|  |  |  |  |  |  |  |  |  |  |  |  |  |  |  |  |  |  |  |
|  |  |  |  |  |  |  |  |  |  |  |  |  |  |  |  |  |  |  |
|  |  |  |  |  |  |  |  |  |  |  |  |  |  |  |  |  |  |  |
|  |  |  |  |  |  |  |  |  |  |  |  |  |  |  |  |  |  |  |
|  |  |  |  |  |  |  |  |  |  |  |  |  |  |  |  |  |  |  |
|  |  |  |  |  |  |  |  |  |  |  |  |  |  |  |  |  |  |  |
|  |  |  |  |  |  |  |  |  |  |  |  |  |  |  |  |  |  |  |
|  |  |  |  |  |  |  |  |  |  |  |  |  |  |  |  |  |  |  |
|  |  |  |  |  |  |  |  |  |  |  |  |  |  |  |  |  |  |  |
|  |  |  |  |  |  |  |  |  |  |  |  |  |  |  |  |  |  |  |
|  |  |  |  |  |  |  |  |  |  |  |  |  |  |  |  |  |  |  |
|  |  |  |  |  |  |  |  |  |  |  |  |  |  |  |  |  |  |  |
|  |  |  |  |  |  |  |  |  |  |  |  |  |  |  |  |  |  |  |
|  |  |  |  |  |  |  |  |  |  |  |  |  |  |  |  |  |  |  |
|  |  |  |  |  |  |  |  |  |  |  |  |  |  |  |  |  |  |  |
|  |  |  |  |  |  |  |  |  |  |  |  |  |  |  |  |  |  |  |
|  |  |  |  |  |  |  |  |  |  |  |  |  |  |  |  |  |  |  |
|  |  |  |  |  |  |  |  |  |  |  |  |  |  |  |  |  |  |  |
|  |  |  |  |  |  |  |  |  |  |  |  |  |  |  |  |  |  |  |

秀哉160手目の妙手（白1）と、受けの妙手161手目ツケ（黒2）

### 引退碁
1938年、64歳の秀哉は現役引退を発表し、リーグ戦を勝ち抜いた木谷實を相手に引退碁を打つこととなった。史上最長となる持ち時間40時間、史上初となる封じ手制で行われ、6月26日に開始された。20回の打ち掛けをはさみ、途中秀哉の入院などもあり終局まで打ち通せるか危ぶまれもしたが、12月4日に終局。結果は木谷の5目勝ちとなった。この対局の観戦記を担当した川端康成は、後にこの対局戦での秀哉の戦いぶりや、その死に様を小説『名人』として描いている。

## 死活妙機
- 「新案詰碁 死活妙機」として1910年1月に吉川弘文館より出版された。明治時代の「時事新報」に掲載された懸賞詰碁120題を増補訂正して一巻にまとめたもの。
- 緒言に「本書の詰物は古人の打碁及び著者の打碁に成りたる実戦上のものを基礎としたるものにして、故さらに作りたる珍瓏的のものにあらず、専ら実用を主としたればなり」とあり、実戦を基礎とした作品集である。
- 前田陳爾が「詰碁名作ベストテン」の6位に位置づけたほどの明治の代表的な歴史的著作であり、その特徴として発陽論的な難解さで知られる。
- 1931年に大阪屋号書店より再版され、現在では1981年に山海堂から出版された版が入手可能である（2004年改訂版あり）。

## 著作
- 囲碁の礎 : 新撰碁経 稲垣兼太郎 著,本因坊秀哉 編 博文館 1909
- 新案詰碁死活妙機 本因坊秀哉 著 吉川弘文館 1910
- 素人棋鑑 : 実戦詳解 上 土屋秀栄 稿,本因坊秀哉 補訂 中央囲棋会 1910
- 囲碁珍瓏発陽論 井上因碩 著,本因坊秀哉 校 大野万歳館 1914
- 囲棋神髄 本因坊秀哉 講述,広月凌 編 中央囲棋会 1916
- 囲棋神髄 日,月,火,水,木,金,土 本因坊秀哉 講述,広月凌 編 中央囲棋会 1916
- 旧幕府御秘蔵碁戦 本因坊秀哉 著 大阪屋号[ほか] 1917
- 大正棋鑑 : 名人打棋 本因坊秀哉 講評,広月絶軒 編 東京中央囲推会関西支部 1923
- 互先定石 上中下 本因坊秀哉 著 誠文堂 1930-1933
- 置碁定石 本因坊秀哉 著 誠文堂 1930 (名人囲碁全集 ; [第1])
- 囲碁実戦軌範 本因坊秀哉 著 誠文堂 1931 (名人囲碁全集 ; [第3])
- 新案詰碁死活妙機 本因坊秀哉 著 大阪屋号書店 1931
- 二、三、四子布石法 本因坊秀哉 著 誠文堂 1931 (名人囲碁全集 ; [第2])
- 名人囲碁講座 第1 実戦詳解素人碁鑑. 上,下 本因坊秀栄, 本因坊秀哉, 広月絶軒,  平凡社 1933
- 名人指導碁全集 本因坊秀哉 著 誠文堂 1933
- 名人囲碁講座 第2 名人指南碁. 互先局 本因坊秀哉, 広月絶軒, 平凡社 1934
- 名局解説 上巻 本因坊秀哉 著 誠文堂新光社 1937 (名人囲碁全集 ; 続 [2])
- 本因坊棋談 本因坊秀哉 著 岡倉書房 1937
- 大斜定石 上下 本因坊秀哉 著 誠文堂新光社 1939 (名人囲碁全集 ; 続 [1])
- 打碁選集 上下 本因坊秀哉 著 誠文堂新光社 1939
- 死活妙機 : 新案詰碁 本因坊秀哉 著 大阪屋号 1939
- 大斜定石 本因坊秀哉 著 誠文堂新光社 1940
- 本因坊秀哉全集 第1巻 秀哉会 編 博文館 1941
- 名人指南碁 互先局 四子局 六七子局 本因坊秀哉 著,広月絶軒 編 平凡社 1946
- 名人囲碁講座 第2 名人指南碁. 二・三子局 本因坊秀哉, 広月絶軒, 平凡社 1947
- 秀哉名人囲碁全集 第1-5冊 本因坊秀哉 著 秀哉名人囲碁全集刊行会 1950
- 詰碁・死活妙機 本因坊秀哉 著 大阪屋号書店 1952
- 秀哉名人傑作集 本因坊秀哉 著,宮下秀洋, 高橋重行 [編] 日本棋院 1957 (囲碁文庫)
- 名人本因坊秀哉 秀哉会　1972
- 本因坊秀哉全集 全6巻 秀哉会 著 日本棋院 1974
- 死活妙機 本因坊秀哉 解説,囲碁研究会 編集 山海堂 1981
- 『秀哉』（日本囲碁大系18）筑摩書房　1977/8
- 『死活妙機』山海堂　2004年（1981年）（初版『新案詰碁死活妙機』1910年）

## ドラマ化
1963年、NHKテレビにて、『「名人」～21世本因坊秀哉～』として秀哉の人生がドラマ化された。全1回。
- 企画：海野謙三
- 脚本：郷田悳
- 演出：畑中庸生
- 出演
  - 本因坊秀哉：宇野重吉
  - 雁金準一：芦田伸介
  - 小岸壮二：木下清
  - 秀哉夫人：高野由美
  - その他出演：信欣三、佐野浅夫